# ロボトミー殺人事件
ロボトミー殺人事件（ロボトミーさつじんじけん）とは、1979年（昭和54年）、東京都小平市で精神科医の妻と母親が殺害された強盗殺人事件の通称。

## 概要
1979年9月、元スポーツライターだったS（当時50歳）が、前頭葉白質切截術（ロボトミー手術）という精神外科手術を受けたことで人間性を奪われたとして、執刀医の殺害と自殺を目論み医師の自宅に押し入った。医師の母親と妻を拘束し本人の帰宅を待つが、予想時刻を過ぎても帰宅しなかったことから2人を殺害し金品を奪って逃走する。池袋駅で職務質問した警察官に、銃刀法違反の現行犯で逮捕された。
1993年、東京地裁で無期懲役の判決が下るが、検察側・S側双方が控訴、1995年に東京高裁が控訴を棄却したため、S側が上告するも1996年に最高裁で無期懲役が確定した。

## 犯人の人物像
犯人のSは家計を助けるため働きながら勉強しており、正義感の強い真面目な青年として知られていた。20歳にして通訳となるも、親の看病のため帰郷し土木作業員として働いた。しかし、関連会社に仕事上の不正を抗議した際、貧しい経済状況から、出された口止め料を受け取ってしまう。これを会社は恐喝行為として訴え、Sは刑務所に収監される。
出所後は翻訳の仕事から、海外スポーツライターとして活動を始め、事務所を開いて実績を積んでいった。
しかし1964年3月、妹夫婦と親の介護について口論になり家具を壊して、駆けつけた警官により逮捕、精神鑑定にかけられる。精神病質と鑑定されたSは精神科病院に措置入院となり、病院内で知り合った女性がロボトミー手術により人格が変わってしまい、その後自殺したことに激怒、執刀医に詰め寄ったことで危険だとしてロボトミーの一種、チングレクトミー手術を強行される。この医師は、Sの母親に詳しく説明せずに手術の承諾書にサインをさせたといわれている。
退院後はスポーツライターに戻るも、感受性の鈍化や意欲減退などでまともな記事を書けず、後遺症に悩まされ強盗事件を起こす。出所後はフィリピンで通訳となるが反政府運動に巻き込まれ国外追放となる。帰国後、「ロボトミー手術の問題点を世間に知らしめる」として犯行に及んだ。
裁判で再び精神鑑定を受け責任能力有りと判定されたが、脳内に手術用器具が残留しており、脳波に異常がある事も明らかとなった。Sは「無罪か死刑でなければロボトミー手術を理解していない」として無罪か死刑のどちらかを望んでいたが、1996年、最高裁で無期懲役が確定となった。
Sは、近年、服役中に体調不調により生きていても仕方がないと考え、刑務所で自殺を主張し、「自死権」とそれを認めない精神的苦痛により160万円を国に求める裁判を起こしたが、2008年2月15日、仙台地裁の近藤幸康裁判官は、自死権は法的に認められていないとして請求を棄却した。

## 背景
- 施術当時の精神医学界ではロボトミーなどの精神外科手術が“画期的な治療法”として脚光をあびており、アメリカ合衆国や日本を中心に、多くの医師によって積極的にこの手術が行われた。しかし、人格の変化を伴うという重大な人権侵害の存在や、有効性への根本的な疑問などもあって、1970年代以降はほとんど行われておらず、1975年には日本精神神経学会で「精神外科を否定する決議」が可決された。
- 妹夫婦と口論になった件は、よくある身内のトラブルとして公訴自体は短期間で取り下げられたが、仕事を考え釈放を求めたことから、反抗的であるとして精神鑑定を受けさせられる。ところが、Sが受けた精神鑑定は医師1人が短時間で問診するのみというあまりに簡易なものだった。その上、強制入院させられた精神病院も精神科医による権力支配がひどく、後年、Sは「刑務所より酷かった」と語っている。